# Oleiny Linares Nápoles
Oleiny Linares Nápoles est une joueuse d'échecs cubaine née le 9 mai 1983 à Santiago de Cuba.

## Biographie et carrière
Grand maître international féminin depuis 2010, Oleiny Linares Nápoles a remporté le championnat de Cuba féminin en 2010, 2016 et 2023.
Elle a représenté Cuba lors des olympiades féminines d'échecs  à sept reprises de 2008, 2010, 2012 et de 2016. En 2010, l'équipe féminine de Cuba finit quatrième de l'olympiade d'échecs de 2010. En 2008, Oleiny Linares Nápoles remporta la médaille d'argent individuelle au quatrième échiquier.
Elle finit deuxième du championnat continental américain en 2011 à Durán, à égalité de points avec la vainqueur Deysi Cori.